# Municipio de Washington (condado de Monroe, Misuri)
El municipio de Washington (en inglés: Washington Township) es un municipio ubicado en el condado de Monroe en el estado estadounidense de Misuri. En el año 2010 tenía una población de 296 habitantes y una densidad poblacional de 1,89 personas por km².

## Geografía
El municipio de Washington se encuentra ubicado en las coordenadas 39°38′9″N 91°56′31″O / 39.63583, -91.94194. Según la Oficina del Censo de los Estados Unidos, el municipio tiene una superficie total de 156.58 km², de la cual 155,42 km² corresponden a tierra firme y (0,74 %) 1,16 km² es agua.

## Demografía
Según el censo de 2010, había 296 personas residiendo en el municipio de Washington. La densidad de población era de 1,89 hab./km². De los 296 habitantes, el municipio de Washington estaba compuesto por el 97,3 % blancos, el 0,68 % eran afroamericanos, el 1,01 % eran amerindios y el 1,01 % eran de una mezcla de razas. Del total de la población el 0 % eran hispanos o latinos de cualquier raza.